# Авгіс
Авгіс (Огіс, Aragis, Argis, Avigis) — легендарний правитель готів. Народився близько 90 р. в Готікскандзі (сучасне Помор'я, Польща). Помер близько 160 року.
Правитель-конунг роду Амалів.
Син Гулмула.
Батько Амала Вдалого та Ґунтаріха Готського.